# Nada: algo en lo que creer
Nothing: Something to Believe in es un libro de Nica Lalli publicado en 2007 que ofrece una visión personal del ateísmo.
El libro trata sobre la vida de un profesor de arte en una familia que rechaza las creencias religiosas El Publishers Weekly escribió sobre este libro y su búsqueda más allá de los límites de la religión organizada.
El periódico Toledo Blade habla sobre el libro como el reflejo de un ateo en un país donde el 90% de la población profesa una creencia en dios.